# Maria Anna di Borbone-Francia
Maria Anna di Borbone, Légitimée de France (Vincennes, 2 ottobre 1666 – Parigi, 3 maggio 1739), era la figlia maggiore legittimata (fille légitimée de France) di Luigi XIV di Francia e Louise de La Vallière. All'età di tredici anni venne data in sposa a Luigi Armando di Borbone, Principe di Conti divenendo Principessa di Conti per matrimonio. Di grande bellezza e figlia preferita di suo padre, Marie Anne rimase vedova nel 1685 a 19 anni. Non si risposò e non ebbe figli. Fu Duchessa di La Vallière nel suo pieno diritto.

## Biografia

### Infanzia
Nata segretamente al Castello di Vincennes fuori Parigi il 2 ottobre 1666 mentre la corte era in soggiorno, Maria Anna era la figlia illegittima maggiore di Luigi XIV. Considerata la figlia più bella del sovrano, sarebbe diventata la sua figlia femmina preferita. Il figlio preferito del re era, comunque, il fratellastro minore di Maria Anna, Luigi Augusto, Duca del Maine.
Lei ed il fratello minore Louis de Bourbon (in seguito Conte di Vermandois) furono affidati alle cure di Madame Colbert, moglie del Ministro delle Finanze Jean-Baptiste Colbert. Mme Colbert crebbe i due bambini lontani dagli intrighi di corte.

### Legittimazione
Maria Anna fu legittimata da suo padre il 14 maggio 1667. Nello stesso giorno a sua madre fu dato il titolo di Duchessa di La Vallière e di Vaujours con lettera patente. Maria Anna sarebbe succeduta alla madre nel titolo di La Vallière. Durante la giovinezza fu conosciuta come Mademoiselle de Blois un appellativo che dato anche ad una sua sorellastra, Françoise-Marie de Bourbon.

### Matrimonio
Il 16 gennaio 1680, Maria Anna sposò suo cugino, Luigi-Armando di Borbone, principe di Conti, nella cappella del Castello di Saint-Germain-en-Laye. Lui si era innamorato di Maria Anna a prima vista. La sua dote fu di un milione di livres. Questo era il primo matrimonio tra un Principe del sangue ed una delle figlie legittimate di Luigi XIV. Dopo una disastrosa prima notte di nozze, il matrimonio rimase senza figli.
Nel 1683, Maria Anna perse il suo amato fratello, Luigi di Borbone, conte di Vermandois, che era nato nel suo stesso giorno di un anno dopo. Il giovane era stato esiliato dalla corte dopo essere stato coinvolto in uno scandalo omosessuale che coinvolgeva l'amante dello zio, lo Chevalier de Lorraine. Da tutte le fonti, Marie Anne fu abbastanza sconvolta dalla morte del fratello, mentre, secondo i racconti contemporanei, i genitori del giovane non versarono nemmeno una lacrima.
Nel 1685 Maria Anna contrasse il vaiolo contagiando anche suo marito, lei si riprese, mentre il marito morì dopo appena cinque giorni. Dopo la sua morte, Maria Anna fu chiamata Madame la Princesse Douairière', e anche la Grand Princesse de Conti. Non si risposò mai e rifiutò persino una proposta di matrimonio dal Sultano del Marocco, Isma'il ibn Sharif.

### Principessa di Conti
Durante i suoi cinque anni di matrimonio con il Principe di Conti, un Principe del Sangue, fu una delle dame più importanti alla corte di suo padre. La sua giovane sorellastra Luisa Francesca di Borbone, una figlia legittimata di Luigi XIV e Madame de Montespan, aveva, comunque, contratto un matrimonio più vantaggioso nel 1685 con Luigi di Borbone, Duca di Borbone figlio maggiore del Principe di Condé ed erede del titolo. Dato che la linea di Conti discendeva dal Casato di Condé la famiglia di Condé aveva la precedenza su quella di Conti, ed in conseguenza del suo matrimonio con Luigi di Borbone, la giovane Luisa Francesca aveva la precedenza su Maria Anna. Ciò portò ad attriti fra le due.
Nel 1698, ci sarebbe potuto essere proposta da suo nipote, Philippe de France, duca d'Angiò. In seguito divenne re di Spagna e sposò Elisabetta di Parma.
La situazione del rango a Versailles divenne più irritante per Maria Anna nel 1692. Quell'anno la sorella di Luisa Francesca, Francesca Maria di Borbone sposò il Duca di Chartres, Philippe d'Orléans un petit-fils de France (nipote di Francia) per nascita, erede del Casato degli Orléanas (come Philippe II, duca d'Orléans) e futuro Reggente di Francia per conto del piccolo Louis XV. Per Il suo matrimonio, Françoise-Marie assunse il rango di petite-fille de France, dandole la precedenza sia su Maria Anna che sulla sorella maggiore, Louise-Françoise. Inoltre, le fu data una dote di 2 milioni di livres, un importo molto più elevato di quello che era stato ricevuto dalle sue sorelle per il loro matrimoni. Questi sviluppi irritarono fortemente sia e Marie Anne che Louise-Françoise.

## Princesse Douairière
Per distinguere tra di loro a corte dopo la morte dei vari Principi di Conti alle loro mogli veniva dato il nome di Douairière (vedova) ed un numero corrispondente al tempo dello loro vedovanza, così il loro pieno titolo era Madame la Princesse de Conti 'numero' Douairière. Tra il 1727 ed il 1732 ci furono tre vedove Princesses de Conti:
- Marie Anne de Bourbon (1666–1739), la figlia illegittima di Luigi XIV e Louise de La Vallière; moglie di Luigi Armando I di Borbone, Principe di Conti, divenne la Madame la Princesse de Conti Première Douairière dato che fu la prima a rimanere vedova nel 1685. Il titolo passò al fratello minore di suo marito Francesco Luigi, Principe di Conti
- Marie Thérèse de Bourbon (1666–1732), la moglie di Francesco Luigi, Principe di Conti; divenne Madame la Princesse de Conti Seconde Douairière dopo aver perso suo marito nel 1709
- Louise Élisabeth de Bourbon (1693–1775), la moglie di Luigi Armando di Borbone, Principe di Conti figlio e successore di Francesco Luigi, Principe di Conti. Era figlia di Monsieur le Duc e Madame la Duchesse. Dopo che suo marito morì nel 1727 divenne conosciuta come Madame la Princesse de Conti Troisième/Dernière Douairière.

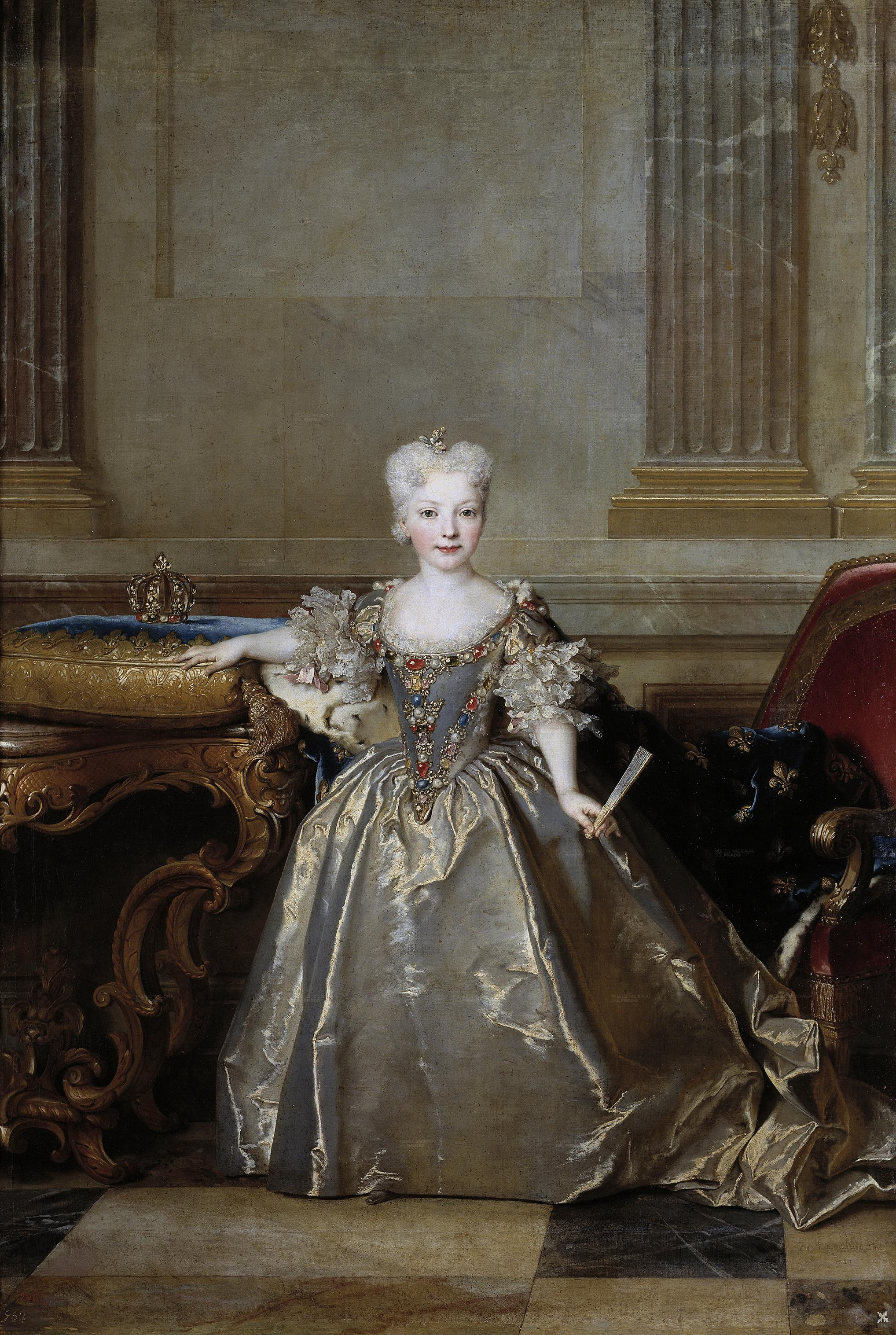
L'Infanta Mariana Victoria di Spagna, Nicolas de Largillière.

Dal suo staff a Versailles Maria Anna presentò al suo fratellastro maggiore, il Delfino, la sua seconda moglie Émilie de Choin. Egli la sposò morganaticamente dopo la morte della sua prima moglie, la poco attraente Delfina Victoire (1660–1690). Un giorno, trovandosi per caso Victoire addormentata, Marie Anne commentò che era così brutta addormentata tanto quanto lo era da sveglia, dopo di che la Delfina si svegliò e rispose che lei «...non aveva il vantaggio di essere una figlia dell'amore.»
Nel 1710, sua madre morì nel convento delle Carmelitane in cui era entrata nel 1674 sotto il nome di Suor Luisa della Misericordia. Maria Anna acquisì quindi il titolo di duchesse de La Vallière ed ereditò la sostanziale fortuna di sua madre che era stata accumulata negli ultimi trentasei anni.
Nel 1713, la Principessa di Conti acquistò l'Hôtel de Lorges sulla rue Saint-Augustin a Parigi, ma non andò a risiedervi fino al 1715, e nel 1716 il Castello di Choisy. Entrambe le proprietà rimasero in suo possesso fino alla sua morte. Nel 1718, le fu regalato dalla Corona, il Castello de Champs-sur-Marne, che ella cedette al suo primo cugino duc de La Vallière  al fine di risolvere alcuni debiti. Anni dopo, fu affittato per alcuni anni dall'amante di Luigi XV, Madame de Pompadour.
Sempre nel 1713, Marie Anne contribuì ad garantire il matrimonio di suo nipote, Luigi Armando di Borbone, Principe di Conti, con la nipote, Luisa Elisabetta di Borbone, la figlia minore di sua sorellastra, Louise-Françoise.
Maria Anna fu nota per la sua bellezza, anche in età avanzata. Era molto legata a suo padre, e andava molto d'accordo con il fratello maggiore, Monseigneur, il Grand Dauphine, a cui faceva spesso visita nella sua tenuta di campagna, il Castello di Meudon. La sua morte nel 1711 la lasciò abbastanza afflitta. Fu a Meudon che Maria Anna incontrò e si innamorò del giovane ma molto povero di Conte de Clermont-Chaste. Si unì alla corte e beneficiò della sua intimità con Marie Anne. La coppia si scambiava lettere d'amore, ma Clermont-Chaste fu prontamente esiliato, quando Luigi XIV scoprì la relazione (forse da sua nuora, Émilie de Choin).
Alla morte di Luigi XIV, il 1º settembre 1715, fu istituita una reggenza, e suo cognato il duca d'Orléans fu nominato reggente (1715-1723). Nel 1721, Marie Anne fu incaricata dell'educazione della futura sposa di Luigi XV, l'Infanta Mariana Victoria di Spagna, che era arrivata in Francia all'età di tre anni. La giovane Infanta fu soprannominata l'Infante-Reine ('la regina Infanta').
Tuttavia, a causa dell'età dell'Infanta, il matrimonio non ebbe luogo e la bambina fu rimandata in Spagna quattro anni dopo, nel 1725, un evento che causò attriti tra suo padre il re Filippo V di Spagna e il giovane Luigi XV. Dopo la partenza dell'Infante-Reine, Marie Anne si ritirò dalla corte e trascorse i suoi anni restanti risiedendo nelle sue varie proprietà.
Maria Anna era cugina di primo grado ma di una generazione successiva del celebre bibliofilo, Louis César de La Baume Le Blanc, duca de La Vallière.
La Princesse Douairière morì di un tumore al cervello, a Parigi, il 3 maggio 1739. Fu sepolta nella cappella della Vergine nella chiesa di Saint-Roch a Parigi

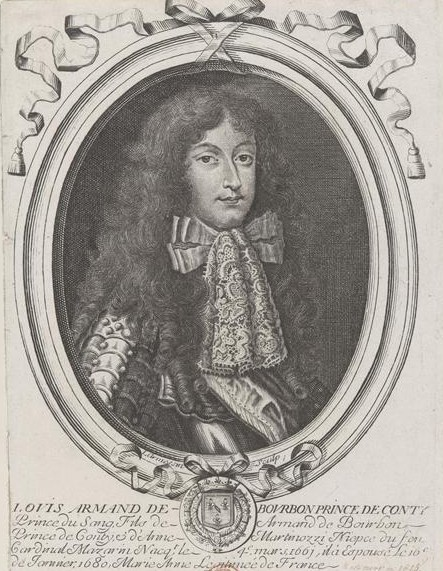
suo marito.
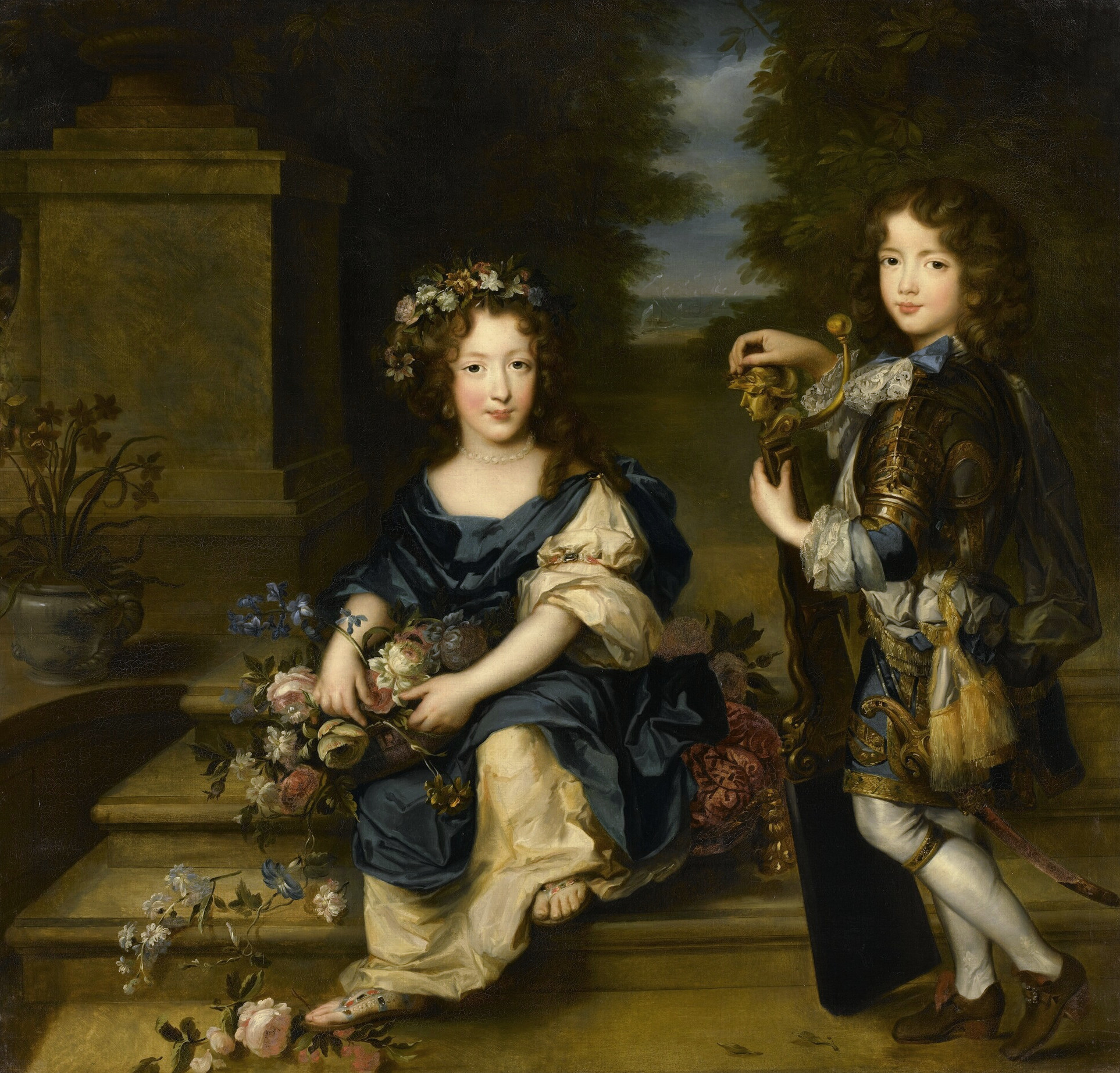
Ritratto di Marie Anne e Luigi da bambini
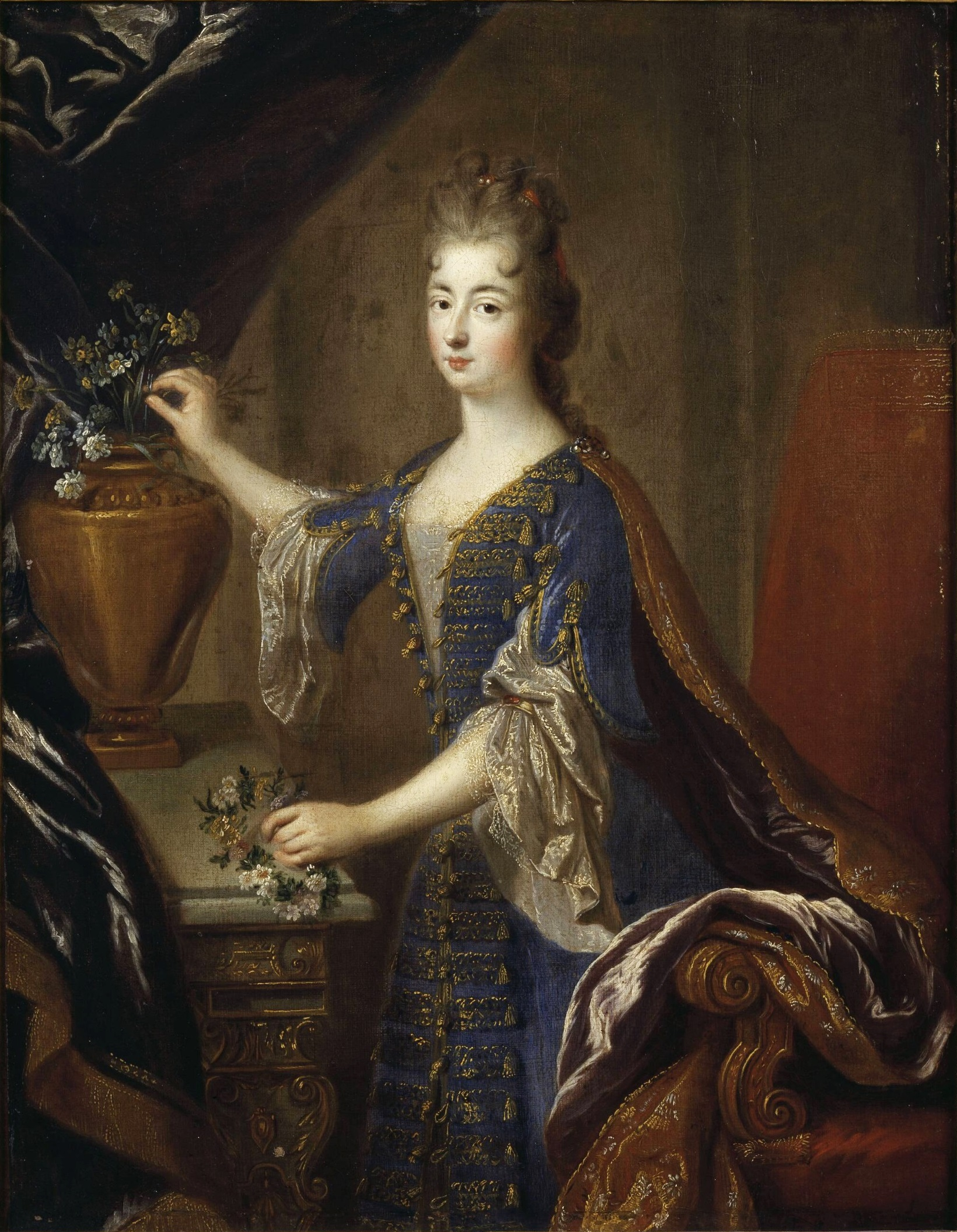
Marie Anne quando era princesse de Conti
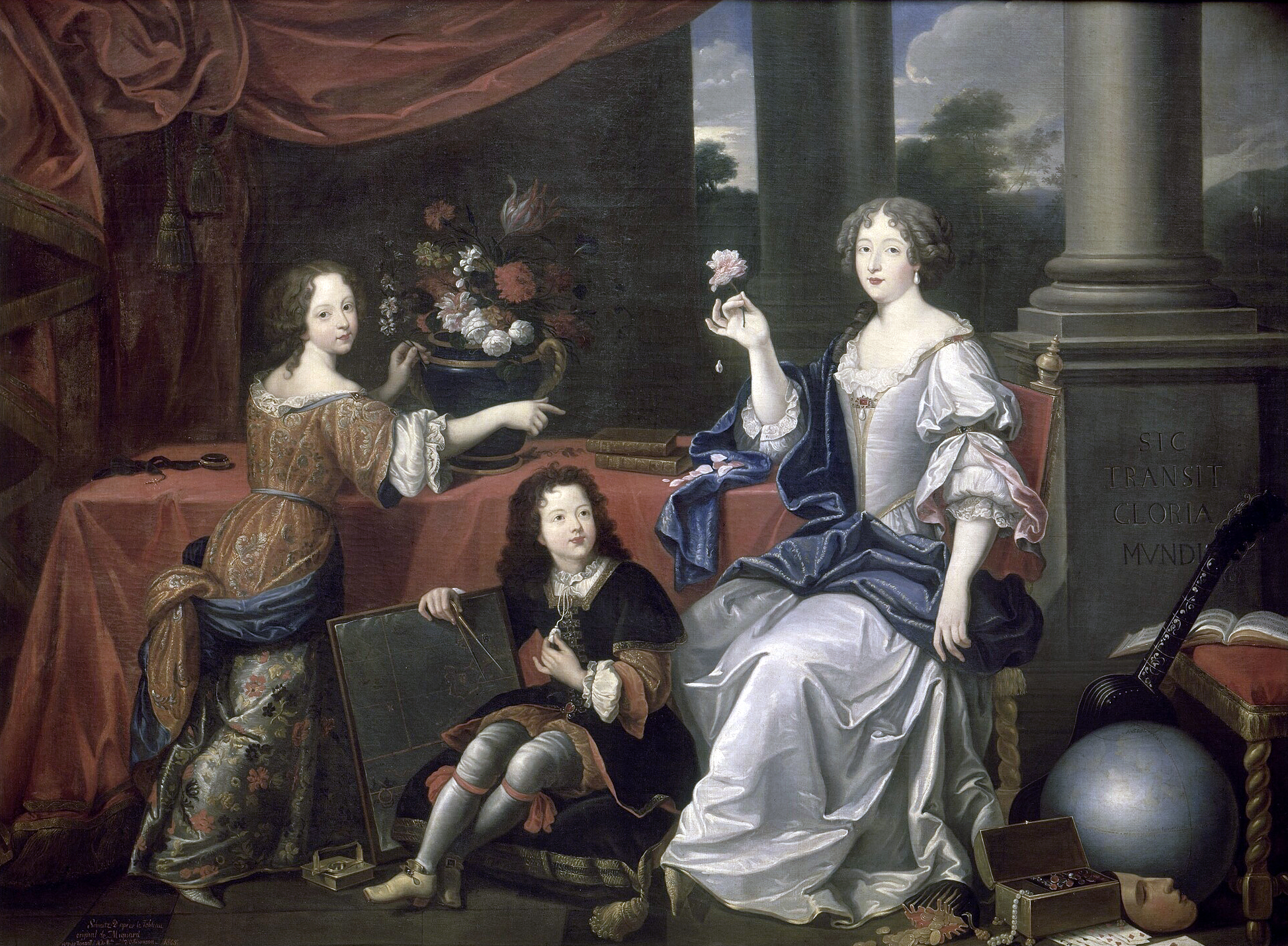
Marie Anne, con suo fratello Luigi e la loro madre, Louise de La Vallière

## Ascendenza
|                              |                           |                               | Genitori                          |  |  | Nonni |  |  | Bisnonni           |  |  | Trisnonni                  |  |
|                              |                           |                               |                                   |  |  |       |  |  | Henri IV de France |  |  | Antoine de Bourbon-Vendôme |  |
|                              |                           |                               |                                   |  |  |       |  |  | Henri IV de France |  |  | Antoine de Bourbon-Vendôme |  |
|                              |                           | Jeanne III de Navarre         |                                   |  |  |       |  |  | Henri IV de France |  |  |                            |  |
| Louis XIII de France         |                           |                               |                                   |  |  |       |  |  | Henri IV de France |  |  |                            |  |
|                              |                           | Maria de' Medici              | Francesco I de' Medici            |  |  |       |  |  |                    |  |  |                            |  |
|                              |                           | Maria de' Medici              | Francesco I de' Medici            |  |  |       |  |  |                    |  |  |                            |  |
|                              |                           | Maria de' Medici              | Johanna von Österreich            |  |  |       |  |  |                    |  |  |                            |  |
| Louis XIV de France          |                           | Maria de' Medici              |                                   |  |  |       |  |  |                    |  |  |                            |  |
|                              |                           | Felipe III de España          | Felipe II de España               |  |  |       |  |  |                    |  |  |                            |  |
|                              |                           | Felipe III de España          | Felipe II de España               |  |  |       |  |  |                    |  |  |                            |  |
|                              |                           | Felipe III de España          | Anna von Österreich               |  |  |       |  |  |                    |  |  |                            |  |
| Ana de Austria               |                           | Felipe III de España          |                                   |  |  |       |  |  |                    |  |  |                            |  |
|                              |                           | Margarete von Innerösterreich | Karl II Franz von Innerösterreich |  |  |       |  |  |                    |  |  |                            |  |
|                              |                           | Margarete von Innerösterreich | Karl II Franz von Innerösterreich |  |  |       |  |  |                    |  |  |                            |  |
|                              |                           | Margarete von Innerösterreich | Maria Anna von Bayern             |  |  |       |  |  |                    |  |  |                            |  |
| Marie-Anne de Bourbon        |                           | Margarete von Innerösterreich |                                   |  |  |       |  |  |                    |  |  |                            |  |
|                              | Jean de la Baume La Blanc | Laurent La Blanc              |                                   |  |  |       |  |  |                    |  |  |                            |  |
|                              | Jean de la Baume La Blanc | Laurent La Blanc              |                                   |  |  |       |  |  |                    |  |  |                            |  |
|                              | Jean de la Baume La Blanc | Marie Adam                    |                                   |  |  |       |  |  |                    |  |  |                            |  |
| Laurent de la Baume La Blanc | Jean de la Baume La Blanc |                               |                                   |  |  |       |  |  |                    |  |  |                            |  |
|                              |                           | Françoise de Beauveau         | Jacques de Beauveau               |  |  |       |  |  |                    |  |  |                            |  |
|                              |                           | Françoise de Beauveau         | Jacques de Beauveau               |  |  |       |  |  |                    |  |  |                            |  |
|                              |                           | Françoise de Beauveau         | Françoise Le Picart               |  |  |       |  |  |                    |  |  |                            |  |
| Louise de La Baume Le Blanc  |                           | Françoise de Beauveau         |                                   |  |  |       |  |  |                    |  |  |                            |  |
|                              |                           | Jean Le Prévost               | …                                 |  |  |       |  |  |                    |  |  |                            |  |
|                              |                           | Jean Le Prévost               | …                                 |  |  |       |  |  |                    |  |  |                            |  |
|                              |                           | Jean Le Prévost               | …                                 |  |  |       |  |  |                    |  |  |                            |  |
| Françoise Le Prévost         |                           | Jean Le Prévost               |                                   |  |  |       |  |  |                    |  |  |                            |  |
|                              |                           | Élisabeth Martin              | …                                 |  |  |       |  |  |                    |  |  |                            |  |
|                              |                           | Élisabeth Martin              | …                                 |  |  |       |  |  |                    |  |  |                            |  |
|                              |                           | Élisabeth Martin              | …                                 |  |  |       |  |  |                    |  |  |                            |  |
|                              |                           | Élisabeth Martin              |                                   |  |  |       |  |  |                    |  |  |                            |  |